# Torneo Tenis Ciudad de Madrid
Il Torneo Tenis Ciudad de Madrid, noto come Torneo Omnia Tenis Ciudad Madrid per motivi di sponsorizzazione, è stato un torneo di tennis che si è svolto dal 2011 al 2012 a Madrid, in Spagna. L'evento faceva parte dell'ATP Challenger Tour e si giocava sui campi in terra rossa del Club de Campo Villa.

## Albo d'oro

### Singolare
| Anno | Campione             | Finalista            | Punteggio        |
| ---- | -------------------- | -------------------- | ---------------- |
| 2011 | Jérémy Chardy        | Daniel Gimeno Traver | 6–1, 5–7, 7–6(3) |
| 2012 | Daniel Gimeno Traver | Jan-Lennard Struff   | 6–4, 6–2         |

### Doppio
| Anno | Campioni                            | Finalisti                            | Punteggio           |
| ---- | ----------------------------------- | ------------------------------------ | ------------------- |
| 2011 | David Marrero Rubén Ramírez Hidalgo | Daniel Gimeno Traver Morgan Phillips | 6–4, 6(8)–7, [11–9] |
| 2012 | Daniel Gimeno Traver Iván Navarro   | Colin Ebelthite Jaroslav Pospíšil    | 6–2, 4–6, [10–7]    |